# Chonburi Bluewave Futsal Club
Chonburi Bluewave Futsal Club – tajski klub futsalowy z siedzibą w mieście Chon Buri, w sezonie 2018/2019 występuje w najwyższej klasie rozgrywkowej Tajlandii. Jest sekcją futsalu w klubie sportowym Chonburi FC.

## Sukcesy
- Klubowe Mistrzostwa AFC w futsalu (2): 2013, 2017
- Mistrzostwo Tajlandii (8): 2006, 2009, 2010, 2011/12, 2012/13, 2014, 2015, 2016, 2017
- Puchar Tajlandii (4): 2010, 2011/12, 2014, 2015